# منتزعة الكبريت الكربينولية
منتزعة الكبريت الكربينولية (الاسم العلمي: Desulfovibrio carbinolicus) هي نوع من البكتيريا، سلبية الغرام، تتبع جنس منتزعة الكبريت.